# San Antonio (Urugwaj)
San Antonio – miasto w Urugwaju, w departamencie Salto.